# Chiesa di San Bernardo (Rezzoaglio)
La chiesa di San Bernardo è un luogo di culto cattolico situato nella frazione di Cabanne nel comune di Rezzoaglio, nella città metropolitana di Genova. La chiesa è sede della parrocchia omonima e prevostura del vicariato di Bobbio, Alta Val Trebbia, Aveto e Oltre Penice della diocesi di Piacenza-Bobbio.

## Storia e descrizione

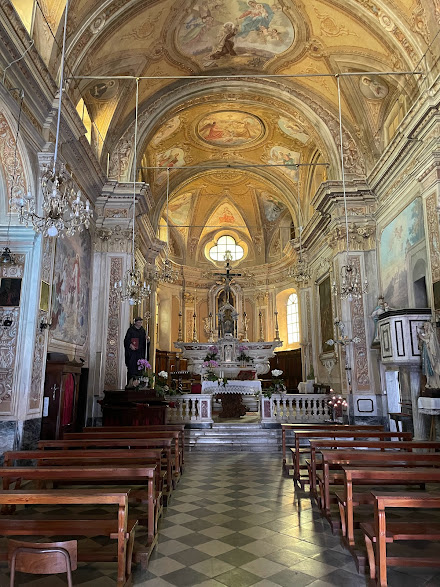
L'interno

Antico borgo dei signori locali Della Cella, viene citata per la prima volta in un registro della curia vescovile datato al 1523.
Dapprima dipendente dalla parrocchia dell'Addolorata di Fontanarossa - attuale frazione di Gorreto, in val Trebbia - fu nel 1595 scorporata da essa ed elevata al titolo di parrocchia indipendente della diocesi di Tortona. Nel 1817 ritorna a far parte della diocesi di Bobbio. L'attuale chiesa è stata consacrata nel 1952.
Conserva al suo interno due opere pittoriche quali La deposizione dalla Croce e la Resurrezione del pittore Giovanni Lanfranco. Le tele furono acquistate dall'allora parroco di Cabanne, don Angelo Simonetti, nel 1861 dalla chiesa di Santa Maria di Castello di Genova.
In cantoria lignea, sopra il portale d'ingresso, è ubicato l'organo storico costruito nel 1905 dalla ditta Giuseppe Cavalli di Piacenza: lo strumento è stato restaurato nel 1999 dall'organaro Angelo Rosaguta di Recco su iniziativa dell'allora parroco don Emilio Coari e grazie ai contributi di parrocchiani e volontari. Il collaudo dell'organo ed il concerto di inaugurazione per il restauro dello strumento sono stati eseguiti dal maestro Ljuba Moiz nel suddetto anno in occasione della festa del santo patrono san Bernardo abate.

## Dipendenze
Dalla parrocchia di San Bernardo dipendono:
- Oratorio di San Rocco a Parazzuolo;
- Oratorio della Madonna dei Miracoli a Villagarba;
- Oratorio della Madonna dell'Aiuto a Scabbiamara.